# Guy Halsall
Guy Richard William Halsall (* 31. August 1964 in North Ferriby) ist ein britischer Historiker und Archäologe, der sich auf Spätantike und Frühmittelalter spezialisiert hat.

## Leben und Laufbahn
Halsall wuchs in Worcestershire auf und studierte ab 1983 Archäologie und Geschichte an der University of York; 1990 schloss er seine Promotion in York mit einer Arbeit mit dem Titel Civitas Mediomatricorum: settlement and social organisation in the Merovingian region of Metz, c.450-c.750, betreut von Edward James und begutachtet von Steve Roskams und Bryan Ward-Perkins, ab.
1990 erhielt Halsall ein Postdoc-Forschungsstipendium an der University of Newcastle. Von 1991 bis 2002 war er zunächst Lecturer und dann Reader für frühmittelalterliche Geschichte und Archäologie an der Birkbeck University in London. 2003 wechselte er an die University of York und wurde dort 2006 auf eine permanente Professur befördert. In 2008 erhielt Halsall ein Forschungsstipendium (Leverhulme Major Research Fellowship), um ein Forschungsprojekt mit dem Titel „The transformations of the year 600“ zu erforschen.
Seit langem hat Halsall über seine psychischen Gesundheitsproblemen öffentlich gesprochen und geschrieben, aber erst in 2019 stellte er fest, dass er autistisch ist: laut Halsall sei diese Diagnose für ihn extrem wichtig gewesen, denn endlich habe er verstanden, warum er immer Schwierigkeiten bei sozialer Interaktion (und wie man sich äußern soll) erfuhr, und auch, dass viele seine Interaktionsproblemen aufgrund neurotypischer Erwartungen entstehen. Ende 2023 gab Halsall seine Professur in York auf. Seither ist er Honorary Research Professor an der Durham University.
Er ist einer der Schwiegersöhne der Althistorikerin und Archäologin Lin Foxhall.

## Werke
Halsalls Werke untersuchen verschiedene Thematiken, die vom gesellschaftlichen und wissenschaftlichen Wandel in der Vergangenheit handeln, z. B. soziales Geschlecht, Tod und Bestattung, Ethnizität, Krieg und Gewalt, politische Verwendung des Humors und die Werke von Gregor von Tours. Seine zahlreichen Bücher behandeln u. a. Krieg und Gesellschaft in der frühmittelalterlichen Zeit (Warfare and Society in the Barbarian West, 450-950, Cambridge 2003), Barbaren, Romanen und Ethnizität (Barbarian Migrations and the Roman West, 376-563, Cambridge, 2007), Gräberarchäologie (Cemeteries and Society in Merovingian Gaul, Leiden 2010) und die Nachwirkungen des römischen Kaiserreichs in Briten, den „König“ Arthur (Worlds of Arthur. Facts and Fictions of the Dark Ages, Oxford, 2013).
Er ist einer der derzeit wichtigsten und bedeutendsten Forscher zur Übergangszeit zwischen Antike und Mittelalter, der vielfach Positionen der älteren Forschung in Frage gestellt hat. Sein 2007 erschienenes Handbuch Barbarian Migrations and the Roman West gilt als Standardwerk. Seine aktuelle Forschung konzentriert sich auf Westeuropa in der wichtigen Zeit des Wandels um 600 n. Chr. und auf die Anwendung der kontinentalen Philosophie (insbesondere des Werks von Jacques Derrida) auf die Geschichtswissenschaften. Halsall bezweifelt unter anderem, dass barbarische Invasionen für den Untergang des römischen Reiches verantwortlich gemacht werden können, und hält die verbreitete Vorstellung einer verbindenden germanischen Kultur und Identität für unhaltbar.
Halsall kritisiert seit langem den Rassismus und besonders die Rechtsradikalen und Rassisten, die die spätantike und frühmittelalterliche Geschichte als die Begründung für Rechtsextremismus verwenden. Er warnte davor, dass einige Positionen von Historikern bei Rechtsradikalen und Rassisten auf fruchtbaren Boden fallen könnten, besonders wenn sie argumentieren, dass der Zusammenbruch des römischen Kaiserreichs durch Einwanderer verursacht worden sei. Dass er damit Recht behalten sollte, zeigt sich u. a. im November 2021, als der damalige britische Premierminister Boris Johnson fälschlicherweise behauptete, dass unkontrollierte Einwanderung den Zusammenbruch des römischen Kaiserreichs verursacht hätte.

## Schriften (Auswahl)
- Warfare and Society in the Barbarian West, 450–900. London 2003, ISBN 0-415-23939-7.
- Barbarian Migrations and the Roman West, 376–568. Cambridge 2007, ISBN 0-521-43491-2. (Fachwissenschaftliche Rezension)
- Cemeteries and Society in Merovingian Gaul. Selected Studies in History and Archaeology, 1992–2009. Leiden 2010, ISBN 978-90-04-17999-8.
- Worlds of Arthur. Facts and Fictions of the Dark Ages. Oxford 2013, ISBN 0-19-965817-X.